# Ивайло Димитров (футболист, р. 1987)
Ивайло Димитров е бивш български футболист, защитник, полузащитник. Роден е на 26 юни 1987 г. в Пловдив.

## Кариера
Започва своята кариера в пловдивския Спартак като десен външен халф, откъдето е закупен от столичният Локомотив (София) през 2007 г. Няколко месеца по-късно е преотстъпен на родния си тим, а от 2008 г. е отново в Локомотив. Преклалифициран като десен бек, но бързината, борбеността и добрите центрирания му помагат да се справя добре и като защитник. През лятото на 2011 г. решава да не поднови договора си с Локомотив (София), макар че „железничарите“ са се класирали за евротурнирите и се прибира в родния Пловдив, където подписва с Ботев (Пловдив). През януари 2013 г. се разделя с Ботев (Пловдив) и малко по късно подписва договор с другия пловдивски отбор - Локомотив. След това се подвизава в Черноморец (Бургас), а за последно играе в Оборище (Панагюрище). Прекратява кариерата си през януари 2017 г., за да стане пожарникар.